# Margarita (cocktail)
Ne doit pas être confondu avec Margherita (pizza).
Pour les articles homonymes, voir Margarita.
La Margarita est un cocktail à base de tequila, inventé par des Américains au Mexique. C'est un before lunch qui serait une version du cocktail daisy (qui signifie « marguerite » en français, « margarita » en espagnol) dans lequel le brandy est remplacé par de la tequila durant la prohibition, période où les Américains ouvrent des bars au Mexique et au Canada dans les zones frontalières,.

## Histoire

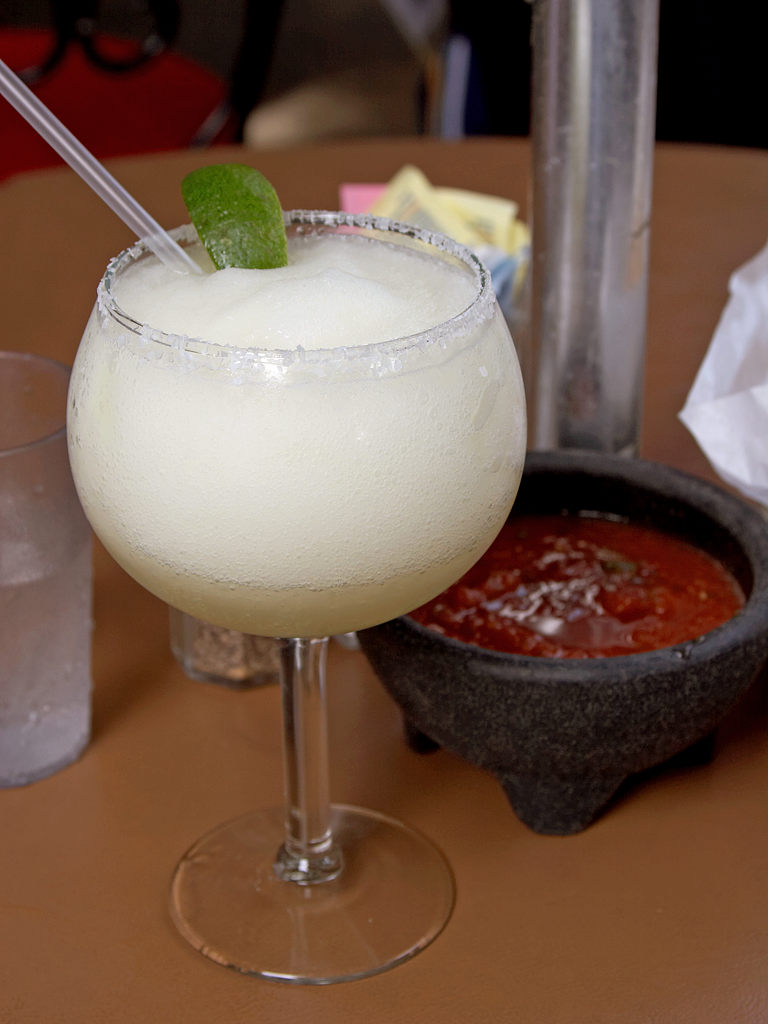
Margarita blanc

Ce cocktail aurait été créé en 1948 à Acapulco par une Américaine, Margaret Sames, dite « Margarita », et porte comme nom la traduction en espagnol du prénom Margaret. 
Une autre version dit qu'il fut créé par Carlos « Danny » Herrera dans son restaurant au sud de Tijuana en hommage à une actrice américaine nommée Marjorie King,. On évoque aussi le cocktail Tequila Daisy (« marguerite » en français, « margarita » en espagnol) comme source possible du nom.

## Préparation
Givrer le bord du verre en le trempant dans du citron vert puis tourner le pourtour du verre dans du sel. Agiter au shaker les autres ingrédients avec de la glace et verser délicatement dans le verre (en prenant soin de ne pas retirer le sel). Servir frais sans glaçon.

## Variations
Le standard de l'International Bartenders Association (Cocktail officiel de l'IBA) est :
- 7:4:3 = (50 % tequila, 29 % triple Sec, 21 % jus de lime)

Mais les ratios communs pour la Margarita sont[réf. nécessaire] :
- 3:2:1 = (50 % tequila, 33 % triple sec, 17 % jus de lime)
- 2:1:1 = (50 % tequila, 25 % triple sec, 25 % jus de lime)
- 3:1:1 = (60 % tequila, 20 % triple sec, 20 % jus de lime)
- 6:3:1 = (60 % tequila, 30 % triple sec, 10 % jus de lime)
- 5:3:2 = (50 % tequila, 30 % triple sec, 20 % jus de lime)
- 1:1:1 = (33 % tequila, 33 % triple sec, 33 % jus de lime)